# Pareuchaetes arravaca
Pareuchaetes arravaca là một loài bướm đêm thuộc phân họ Arctiinae, họ Erebidae.